# Милош Гарић
Милош Гарић (Бор, 16. септембар 1973)  је српски новинар и политички аналитичар. Крајем августа 2024. постављен на место државног секретара за јавно информисање у Министарству информисања и телекомуникација Владе Србије.

## Биографија
У Београду је завршио основну школу, Земунску гимназију и Факултет за културу и медије.
Каријеру је започео 1998. године у Вечерњим новостима, затим је био уредник у редакцијама дневних листова Национал, Курир и Прес.
Радио је и као заменик главног уредника недељника Експрес и уредник на ТВ Мост из Звечана.
Урадио бројне запажене интервјуе са најзначајнијим личностима из јавног живота Србије и региона.
Гарић је написао више стотина ауторских текстова и политичких колумни.
Део радне каријере провео је и на пословима у маркетингу као копирајтер, и у адвертајзингу.
Од 2019. до 2024. године главни уредник интернет портала Косово онлајн, који се за кратко време издвојио као најзначајнији медиј на српском језику посвећен догађајима на Косову и Метохији и политичком решавању косовске кризе.
Крајем августа 2024. постављен на место државног секретара за јавно информисање у Министарству информисања и телекомуникација Владе Србије.
Често медијски активан као аналитичар политичких догађаја у региону, са посебним познавањем прилика на Косову и Метохији.
Ожењен је и има двоје деце.